# Giambattista de Curtis
Giambattista de Curtis, né le 20 juillet 1860 à Naples et mort le 15 janvier 1926 dans la même ville, est un peintre et poète italien dont on se souvient aujourd'hui pour ses textes de chansons.

## Biographie
Giambattista de Curtis naît le 20 juillet 1860 à Naples, dans une famille noble. Il est l'aîné du peintre de fresques Giuseppe de Curtis et de sa femme, Elisabetta Minnon, et est un arrière-petit-fils du compositeur Saverio Mercadante. Il s'intéresse d'abord à la peinture, que lui a appris son père, et qu'il perfectionne au point d'être appelé un « Salvator Rosa contemporain ». Artiste complet, il écrit de la poésie et des œuvres théâtrales ainsi que des vers pour des chansons populaires ; il est aussi sculpteur. Son amour pour la chanson napolitaine l'amène à collaborer avec le compositeur Vincenzo Valente, à l'époque pensionnaire au palais de la famille de Curtis dans le corso Garibaldi. C'est en effet Valente qui, en 1889, met en musique sa première chanson, "A Pacchianella" ; l'année suivante, il met en musique un autre texte de Giambattista De Curtis, "Muglierema come fa ?". "I Pazziava" suit en 1890, et "Ninuccia" en 1894 ; "Tiempe Felice" vient en 1895. Giambattista De Curtis ne cesse d'écrire des chansons et des poèmes ; il semble cependant que cela ne soit pour lui qu'un moyen de passer le temps.

Giambattista De Curtis ressent un grand amour pour Sorrente, où de 1891 à 1910 il passe six mois par an au Grand Hôtel de Guglielmo Tramontano, qui est alors maire.C'est là, en 1892, qu'il rencontre Carmela Maione, qui lui inspire sa plus célèbre chanson, "Duorme Carmè'". Fille d'un métayer de Tramontano, elle vit à Fuorimura. On dit que le sujet de la chanson vient d'une conversation que les deux ont eue dans le hall de l'hôtel ; de Curtis a demandé à la jeune fille ce qu'elle faisait habituellement, et elle a répondu : "Dormir". Cela a inspiré à de Giambattista De Curtis l'écriture d'une chanson dont le refrain commence ainsi :
Duorme Carmè: 'o cchiù bello d' 'a vita è 'o ddurmì… [la meilleure (la plus belle) chose dans la vie est de dormir]
C'est typique de son style de travail ; lorsqu'il compose des paroles de chansons, il s'inspire souvent d'une rencontre ou d'une autre qu'il fait. En effet, de Giambattista De Curtis est de l'avis général un homme curieux et aimable, et est rarement sans compliment pour une femme séduisante ; il en courtise plusieurs, et leur dédie souvent ses textes. Néanmoins, il ne se marie qu'en 1910, lorsqu'à l'âge de cinquante ans et après presque vingt ans de fiançailles, il épouse Carolina Scognamiglio.
Tramontano et de Giambattista De Curtis sont de grands amis, et le maire l'engage pour décorer de ses fresques certaines pièces de l'hôtel ; il y peint également quelques toiles, et écrit des poèmes et des chansons. Parmi celles-ci, la célèbre chanson « Torna a Surriento »,censée être née d'un séjour à l'hôtel, en 1902, du premier ministre italien, Giuseppe Zanardelli ; Tramontano demande à de Giambattista De Curtis et à son frère, Ernesto, d'écrire une chanson en l'honneur de l'homme d'État. Des recherches plus récentes indiquent que la chanson a peut-être simplement été retravaillée pour l'occasion ; les documents familiaux indiquent que les frères ont déposé une copie auprès de la Société italienne des auteurs et éditeurs en 1894, soit huit ans avant qu'ils ne prétendent l'avoir écrite.
L'association artistique entre les frères de Curtis portent également d'autres fruits, à partir de 1897 avec la publication de "'A primma vota" ; elle se poursuit même après le déménagement d'Ernesto aux États-Unis en 1920, après quoi les deux frères continuent leur collaboration par courrier. Parmi leurs autres chansons figure "Amalia", publiée en 1902 et dédiée à la nouvelle épouse d'Ernesto, Amalia Russo. En 1911, les frères connaissent un autre succès, la chanson "Lucia Lucì (I' m'arricordo 'e te)".

Giambattista De Curtis déménage dans le quartier de Vomero en 1916, vivant via Luca Giordano à côté de la Villa Floridiana. Il continue à composer, écrire et peindre jusqu'à sa mort, en janvier 1926, des suites d'une paralysie progressive. Quelques jours après sa mort, une lettre d'Ernesto arrive chez lui. Il y est écrit :
Cher Giambattista, je vous joins la musique de la chanson que vous m'avez envoyée le mois dernier ; j'espère qu'elle vous plaira.